# Tryphon ambiguus
Tryphon ambiguus là một loài tò vò trong họ Ichneumonidae.